# Quincié-en-Beaujolais
Quincié-en-Beaujolais ist eine französische Gemeinde mit 1.382 Einwohnern (1. Januar 2022) im Département Rhône in der Region Auvergne-Rhône-Alpes. Quincié-en-Beaujolais gehört zum Arrondissement Villefranche-sur-Saône und zum Kanton Belleville-en-Beaujolais (bis 2015: Kanton Beaujeu). Die Einwohner werden Quinciatons genannt.

## Geografie
Quincié-en-Beaujolais befindet sich etwa 16 Kilometer nordnordwestlich von Villefranche-sur-Saône. Umgeben wird Quincié-en-Beaujolais von den Nachbargemeinden Beaujeu im Norden und Nordwesten, Lantignié im Norden, Régnié-Durette im Nordosten, Cercié und Saint-Lager im Osten, Odenas im Osten und Südosten, Saint-Étienne-la-Varenne im Süden und Südosten, Le Perréon im Südwesten sowie Marchampt im Westen.

## Bevölkerungsentwicklung
| Jahr                       | 1962 | 1968 | 1975 | 1982 | 1990 | 1999 | 2006 | 2013 |
| Einwohner                  | 1047 | 1056 | 1022 | 1018 | 1059 | 1121 | 1164 | 1270 |
| Quellen: Cassini und INSEE |      |      |      |      |      |      |      |      |

## Sehenswürdigkeiten
- Schloss La Palud aus dem 16./17. Jahrhundert, Monument historique
- Schloss Varennes, Renaissancebau
- Schloss Le Souzy aus dem 18. Jahrhundert

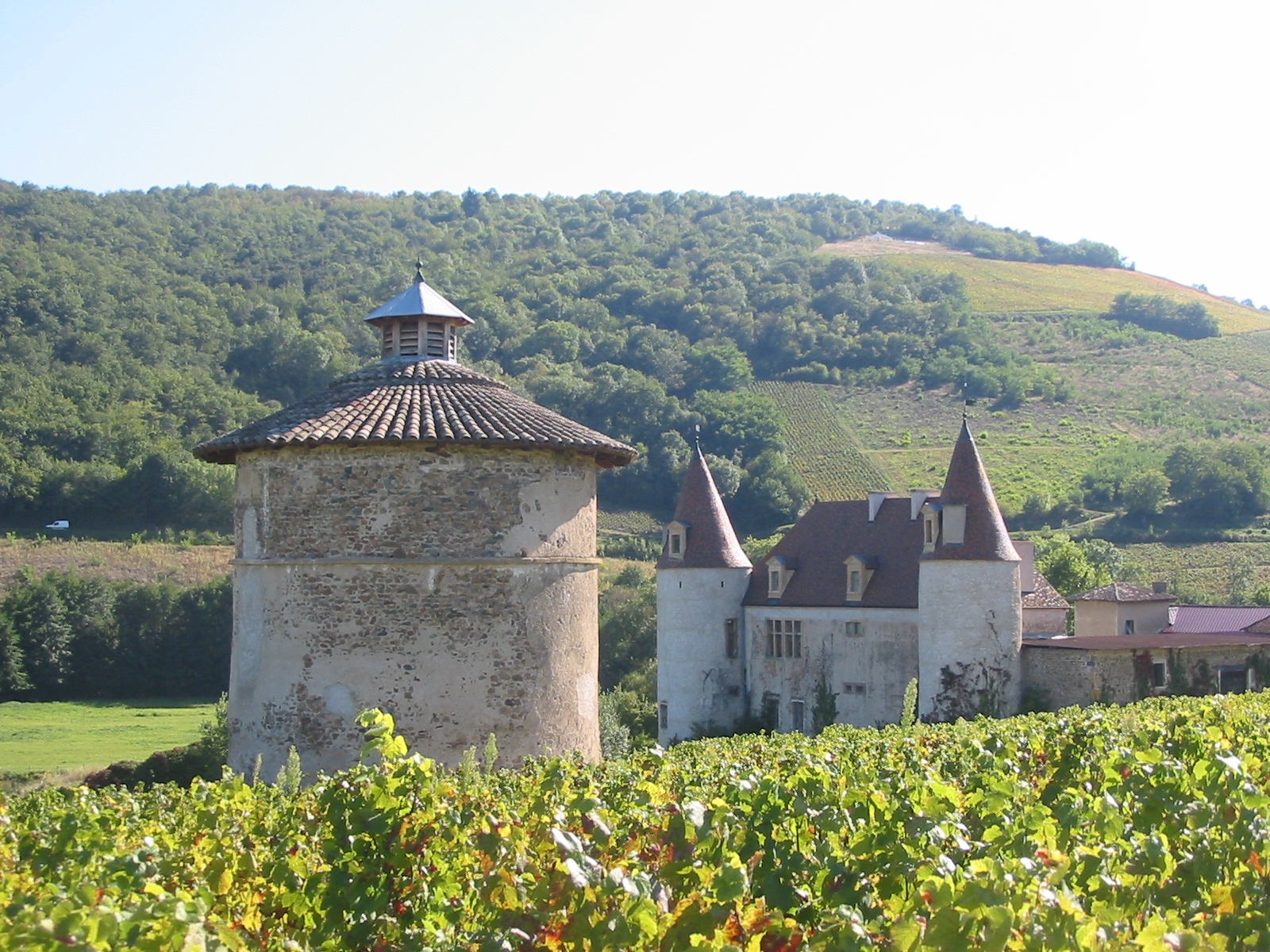
Schloss La Palud
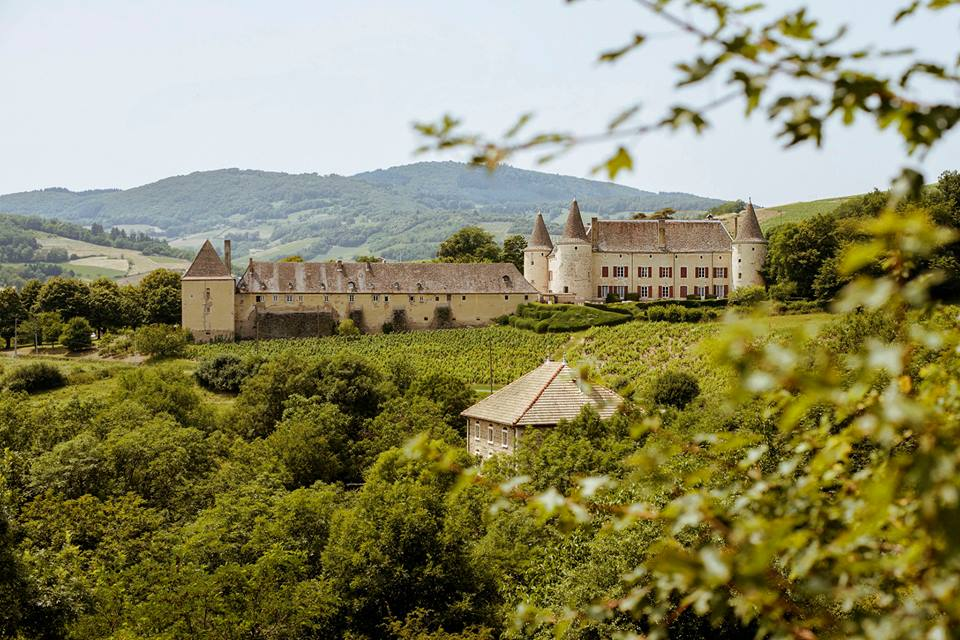
Schloss Varennes

## Gemeindepartnerschaft
Mit der belgischen Ortschaft Treignes in der Gemeinde Viroinval in Wallonien besteht eine Partnerschaft.